# Сасон, Ори
Ори Сасон (ивр. אורי ששון‎, англ. Or Sasson; род. 18 августа 1990, Иерусалим, Израиль) — израильский дзюдоист, двукратный бронзовый призёр Олимпийских игр (2016 и 2020), призёр чемпионата Европы и Европейских игр, чемпион Маккабиады. Один из двух израильских спортсменов, выигравших более одной олимпийской медали за карьеру.

## Биография
Родился в 1990 году. В 2009 году стал чемпионом Маккабиады. В 2015 году завоевал серебряную медаль Европейских игр.
Живёт в Нетании.

## Карьера
Ори Сасон начал заниматься дзюдо в восьмилетнем возрасте. Его тренерами являются Гиль Офер и Орен Смаджа. Состоит в клубе «Мейтав» в Иерусалиме.
В категории до 100 килограммов стал чемпионом Израиля в 2007—2009 и 2011 годах. Также в 2011, а затем в 2012, 2015 и 2017 выигрывал чемпионаты Израиля в категории свыше 100 кг.
В 2009 году выиграл золотую медаль на Маккабианских играх в Тель-Авиве в категории до 100 килограммов. В сентябре 2011 года он выступил на Кубке мира в Ташкенте, где должен был сражаться с иранцем Джавадом Махджубом, но тот отказался от поединка.
В феврале 2012 года он выиграл золотую медаль на Кубке мира в Праге в категории свыше 100 кг.
В феврале 2013 года стал победителем European Open в Тбилиси и Варшаве в весовых категориях до 100 килограммов.
В сентябре 2014 года выиграл золотую медаль на European Open в Таллине в категории свыше 100 килограммов с собственным весом приблизительно 115 кг. При этом он выступал после восстановления от травмы пальца.
26 июня 2015 выступал в весовой категории свыше 100 килограммов на первых Европейских играх в Баку, на которых также разыгрывался титул чемпиона Европы. Сасон добрался до финального поединка, где уступил грузину Адаму Окруашвили и стал серебряным призёром.
На чемпионате Европы 2016 года завоевал серебряную медаль.
На Олимпийских играх 2016 года в Рио-де-Жанейро победил египтянина Ислама Эль-Шехаби в первом раунде, при этом после окончания поединка соперник отказался пожать руку Сасону и за своё поведения был освистан публикой. Позднее египтянин сообщил, что завершает карьеру дзюдоиста. Во втором раунде Ори Сасон победил поляка Мацея Сарницкого, в третьем — кубинца Алекса Гарсия Мендоса, а затем уступил олимпийскому чемпиону из Франции Тедди Ринеру. В бронзовом поединке израильский дзюдоист одержал победу.
Ори Сасон принял участие в эстафете огня Маккабианских игр 2017 в июле. 8 октября на Гран-при в Ташкенте он впервые принял участие на соревнованиях после Олимпиады, сразу завоевав золото. 28 октября он завоевал бронзовую медаль на турнире Большого шлема в Абу-Даби, в медальном поединке оказавшись сильнее бельгийца Бенжамина Харменгиса.
В 2018 году завоевал серебро на Гран-при в Загребе.
В 2019 году израильский дзюдоист выиграл домашний Гран-при в Тель-Авиве и стал серебряным призёром турнира Большого шлема в Екатеринбурге. Также он выиграл золото на Гран-при в Будапеште.
Ори Сасон выступал на своей второй Олимпиаде в Токио. В личном турнире из-за жеребьёвки он уже во втором раунде попал на двукратного олимпийского чемпиона Тедди Ринера, которому проиграл и лишился всех шансов на борьбу за медали, так как утешительный раунд предусмотрен только для тех, кто достиг четвертьфиналов.
В командном турнире Сасон стал бронзовым призёром. Израиль в бронзовом поединке победил сборную ОКР.

## Выступления на Олимпиадах
| Олимпиада           | Дисциплина                  | Место   |
| ------------------- | --------------------------- | ------- |
| Рио-де-Жанейро 2016 | дзюдо, мужчины свыше 100 кг | 3 место |